# Pacific Tri-Nations 1998
Das Pacific Tri-Nations 1998 war die 16. Ausgabe des Rugby-Union-Turniers Pacific Tri-Nations. Dabei spielten die Nationalmannschaften von Fidschi, Samoa und Tonga um den Titel des Ozeanien-Meisters. Nach drei Spielen, in denen die drei Teilnehmer jeweils einmal gegen die beiden anderen Teams antraten, sicherte sich Fidschi zum neunten Mal den Titel.
Die Spiele fanden ausnahmsweise in Australien statt, da sie gleichzeitig Bestandteil des ozeanischen Qualifikationsturniers für die Weltmeisterschaft 1999 waren.

## Tabelle
|    | Land    | Spiele | Siege | Unent. | Ndlg. | Spiel- punkte | Diff. | Tabellen- punkte |
| -- | ------- | ------ | ----- | ------ | ----- | ------------- | ----- | ---------------- |
| 1. | Fidschi | 2      | 2     | 0      | 0     | 58:33         | + 25  | 4                |
| 2. | Samoa   | 2      | 1     | 0      | 1     | 46:46         | ± 0   | 2                |
| 3. | Tonga   | 2      | 0     | 0      | 2     | 35:60         | − 25  | 0                |

## Ergebnisse
| 18. September 1998 | Samoa                                                                          | 28 : 20        | Tonga                                                             | Parramatta Stadium, Parramatta Zuschauer: 17.242 Schiedsrichter: Tappe Henning (Südafrika) |
| 18. September 1998 | Versuche: Fanolua Lima Soʻoialo Erhöhungen: Bachop (2) Straftritte: Bachop (3) | (11:8) Bericht | Versuche: Finau Koloi Masila Erhöhungen: Hola Straftritte: Wooley | Parramatta Stadium, Parramatta Zuschauer: 17.242 Schiedsrichter: Tappe Henning (Südafrika) |

| 22. September 1998 | Fidschi                                                                                  | 26 : 18       | Samoa                                                            | Canberra Stadium, Canberra Zuschauer: 14.176 Schiedsrichter: Steve Lander (England) |
| 22. September 1998 | Versuche: Lasagavibau Strafversuch Erhöhungen: Serevi (2) Straftritte: Little (3) Serevi | (9:8) Bericht | Versuche: Leota Umaga Erhöhungen: Bachop Straftritte: Bachop (2) | Canberra Stadium, Canberra Zuschauer: 14.176 Schiedsrichter: Steve Lander (England) |

| 26. September 1998 | Fidschi                                                                                       | 32 : 15         | Tonga                                                  | Ballymore Stadium, Brisbane Zuschauer: 9.239 Schiedsrichter: Jonathan Kaplan (Südafrika) |
| 26. September 1998 | Versuche: Naevo Strafversuch Erhöhungen: Serevi (2) Straftritte: Serevi (5) Dropgoals: Serevi | (16:10) Bericht | Versuche: Fa te Pou Erhöhungen: Hola Straftritte: Hola | Ballymore Stadium, Brisbane Zuschauer: 9.239 Schiedsrichter: Jonathan Kaplan (Südafrika) |